# 考古遺伝学
考古遺伝学（こうこいでんがく、Archaeogenetics）は様々な手法とDNA資源を用いて、古代DNAの研究する学問分野である。遺伝子分析は、人類、動物、および植物の標本に適用される。古代DNAは骨、卵殻、および人類と動物の標本の人工的に保存された組織など、様々な化石化した標本から得られる。植物では、古代DNAは種子、織物、そして一部は糞から得られる。考古遺伝学の成果から、我々は古代のヒトの移動の遺伝的証拠、家畜化イベント、動植物の進化を知ることができる。古代のDNAと現代の相対的な遺伝集団のDNAをクロスリファレンスすることで、研究者は比較研究を行うことができ、古代のDNAが汚染されているような場合にも、より完全な分析を行うことができる。
考古遺伝学の名称は、ギリシャ語で「古代」を意味するarkhaios（考古学の名の由来でもある）と、「遺伝の研究」を意味するgeneticsとからその名が付けられた。考古学者コリン・レンフルーによって考案された。
2021年2月、科学者たちは100万年以上前のマンモスから、これまでで最も古いDNAの塩基配列決定に成功したと報告した。

## 初期の研究

### ルードビッヒ・ヒルシュフェルド(1884–1954)
ルードビッヒ・ヒルシュフェルドは、ポーランドの微生物学者・血清学者で、第2回国際輸血会議の血液型部会長を務めた。1910年にエーリッヒ・フォン・ダンゲルンと「血液型グループ遺産」を創設し、生涯を通じて大きく貢献した。1919年の研究のひとつで、ヒルシュフェルドはマケドニア戦線の人々のABO式血液型と髪の色を記録し、髪の色と血液型には相関関係がないことを発見した。さらに彼は、西ヨーロッパからインドにかけて血液型Aが減少し、血液型Bはその逆であることを観察した。東と西の血液型比率は、主にAまたはBからなる2つの血液型が血液型Oから変異し、移動または交雑によって混合したことに由来するという仮説を立てた。彼の仕事の大半は、血液型と性別、病気、気候、年齢、社会階級、人種との関連性を研究することであった。彼の研究は、消化性潰瘍が血液型Oでより優勢であること、AB型の母親は男女比が高いことを発見することにつながった。

### アーサー・ムーラント(1904–1994)
アーサー・ムーラントはイギリスの血液学者、化学者。多くの賞を受賞し、特に王立協会のフェローシップを授与された。彼の仕事には血液型遺伝子頻度に関する既存のデータの整理が含まれ、多くの集団における血液型の調査を通じて世界の遺伝子地図に大きく貢献した。ムーラントはルイス抗原系（英語: Lewis antigen system）、MNS抗原系（英語: MNS antigen system）、ケル抗原系（英語: Kell antigen system）、Rh因子の新しい血液型抗原を発見し、血液型と他の様々な疾患との関連を分析した。また、遺伝子多型の生物学的意義にも着目した。彼の研究は、人々の間の生物学的関係を示す遺伝的証拠の分離を容易にしたため、考古学の基礎となった。この遺伝的証拠は、以前はその目的のために使われていた。また、集団遺伝学の理論を評価するための材料も提供した。

### ウィリアム・ボイド(1903–1983)
[ ウィリアム・ボイドはアメリカの免疫化学者であり、1950年代に人種の遺伝学に関する研究で有名になった生化学者である。1940年代、ボイドとカール・O・レンコーネンは、インゲンマメとクサフジの粗抽出物が血液型Aの赤血球を凝集させるが、血液型BやOの赤血球を凝集させないことを発見した後、レクチンが様々な血液型に対して異なる反応を示すことをそれぞれ独自に発見した。人種の違いや様々な人種集団の分布と移動パターンを調べるために、ボイドは世界中から血液サンプルを系統的に収集し分類し、血液型は環境の影響を受けず遺伝するという発見に至った。ボイドは著書Genetics and the Races of Man（1950年）の中で、世界人口を13の人種に分類し、それはそれぞれの血液型プロファイルの違いと、人間の人種は異なる対立遺伝子を持つ集団であるという彼の考えに基づいている。人種に関連する遺伝性形質に関する最も豊富な情報源のひとつは、依然として血液型の研究である。

## 手法

### 化石DNAの保存
化石回収は発掘現場の選定から始まる。発掘候補地は通常、その場所の鉱物学とその地域の骨の目視検出によって特定される。しかし、フィールド・ポータブル蛍光X線と高密度ステレオ再構成などの技術を使って発掘地帯を発見する方法が増えた。使用される道具には、ナイフ、ブラシ、先のとがったこてなどがあり、地中から化石を取り除くのを助ける。
古代のDNAの汚染を避けるため、サンプル(標本)は手袋をして扱い、発掘直後は-20°Cで保管する。化石サンプルは、他のDNA分析に使用されていないラボで分析されるようにすれば、汚染を防ぐこともできる。骨は粉砕されて粉末になり、ポリメラーゼ連鎖反応（PCR）工程の前に溶液で処理される。DNA増幅のためのサンプルは、必ずしも化石の骨とは限らない。塩漬けや自然乾燥させた保存皮膚も、状況によっては使用できる。
DNAの保存が難しいのは、骨の化石が劣化し、DNAが土中のバクテリアや真菌によって化学的に修飾されるからである。化石からDNAを抽出するのに最適な時期は、保存されている骨に比べてDNAが6倍含まれているため、地中から取り出したばかりの時である。化石が暖かい地域で発見された場合、DNA増幅の成功率が低下することからも明らかである。化石の環境の急激な変化もDNAの保存に影響する。発掘によって化石の環境が急激に変化すると、DNA分子に生化学変化が生じる可能性がある。さらに、DNAの保存は、発掘された化石の処理（洗浄、ブラッシング、天日乾燥など）、pH、放射線、骨や土壌の化学組成、水文学などの他の要因にも影響される。永続化には3つの段階がある。第1段階は細菌による腐敗であり、DNAの15倍の分解を引き起こすと推定されている。第2段階は骨が化学的に分解する時期であり、そのほとんどは脱プリン酸（英語: depurination）によるものである。第3段階は、化石が発掘され保管された後に起こるもので、骨のDNA分解が最も急速に起こる。

### DNA抽出の方法
遺跡から標本が採取されると、一連の工程を経てDNAが抽出される。より一般的な方法のひとつは、骨のサンプルから古代のDNAを採取するために、シリカを利用し、ポリメラーゼ連鎖反応を利用するものである。
化石から古代DNAを抽出し、分析用に準備しようとする場合、いくつかの難題がある。DNAは絶えず分裂している。生物が生きている間はこの分裂が修復されるが、一度死んでしまうとDNAは修復されずに劣化し始める。その結果、サンプルは100塩基対程度の長さのDNA鎖を持つことになる。コンタミネーションもまた、プロセス全体の複数の段階における重大な課題である。バクテリアDNAのような他のDNAが元のサンプルに含まれていることがよくある。コンタミネーションを避けるためには、古代DNA抽出作業用の換気システムや作業スペースを別にするなど、多くの予防措置を講じる必要がある。注意深く洗わないとカビ(菌類)の繁殖につながるので、使用するサンプルは新鮮な化石が最適である。化石から採取されたDNAにも、DNAの複製を阻害する化合物が含まれていることがある。また、どの方法が課題を軽減するのに最適であるかについてコンセンサスを得ることも、検体の独自性による再現性の欠如のために困難である。
シリカ吸着によるDNA分離（英語: DNA separation by silica adsorption）は、考古学的に骨(遺物)からDNAを抽出し、ポリメラーゼ連鎖反応（PCR）技術を用いて増幅可能なDNAを得るための精製段階として用いられる方法である。このプロセスは、DNAを結合させ、PCR増幅を阻害する化石の他の成分から分離する手段としてシリカを用いることで機能する。しかし、シリカ自体も強力なPCR反応阻害剤（英語: Reaction inhibitor）であるため、抽出後のDNAからシリカが確実に除去されるように注意深い対策を講じる必要がある。シリカベースの方法でDNAを抽出する一般的なプロセスの概略は以下の通りである
1. 骨標本を洗浄し、外層を削り取る。
2. できればコンパクトな断面からサンプルを採取する
3. サンプルを細かく粉砕し、DNAを放出するための抽出溶液に加える。
4. DNAの結合を促進するため、シリカ溶液を加えて遠心分離する。
5. 結合溶液を除去し、緩衝液を加えてDNAをシリカから遊離させる。

シリカ吸着によるDNA分離（英語: DNA separation by silica adsorption）の主な利点のひとつは、基本的な実験室のセットアップと化学薬品しか必要とせず、比較的迅速かつ効率的であることである。また、プロセスの規模を大きくしたり小さくしたりできるので、サンプルの大きさに依存しない。もう一つの利点は、室温でプロセスを実行できることである。しかし、この方法には欠点もある。主に、シリカ吸着によるDNA分離（英語: DNA separation by silica adsorption）は骨や歯のサンプルにしか適用できず、軟部組織には使用できない。  様々な種類の化石に有効であるが、新鮮でない化石（例えば博物館用に処理された化石）には効果が低いかもしれない。また、汚染は一般的にすべてのDNA複製にリスクをもたらすので、汚染された物質にこの方法を適用すると誤解を招く結果になるかもしれない。
ポリメラーゼ連鎖反応は、DNAのセグメントを増幅することができるプロセスであり、抽出された古代のDNAにしばしば使用される。主に3つのステップがある：変性、アニーリング、伸長。変性は高温でDNAを2本の一本鎖に分割する。アニーリングは、TaqポリメラーゼがDNAに付着できるように、DNAのプライマー鎖を一本鎖に付着させることを含む。伸長は、Taqポリメラーゼをサンプルに加え、塩基対をマッチングさせて2本の一本鎖を2本の完全な二本鎖にすることで起こる。このプロセスは何度も繰り返され、古代DNAを使用する場合は通常より多くの回数が繰り返される。PCR法の問題点としては、短い塩基配列のため、古代のDNAに対してオーバーラップしたプライマー対が必要になることが挙げられる。また、"ジャンピングPCR "と呼ばれる、PCRの過程でDNAが組み換わる現象が起こり、不均一なサンプルではDNAの分析が難しくなることがある。

### DNA分析の手法
化石残留物から抽出されたDNAは、主に超並列シーケンス（英語: Massive parallel sequencing）を用いて配列決定され、これは、サンプルのDNAセグメントが高度に断片化され、濃度が低い場合でも、同時に増幅し、塩基配列を決定することができる。これは、一般的なプライマーが結合できるすべての鎖に一般的な塩基配列を付加することで、存在するすべてのDNAが増幅される。  これは一般的にPCRよりもコストと時間がかかるが、古代DNAの増幅には困難が伴うことを考慮すると、安価で効率的であると言える。Marguliesらによって開発された超並列シーケンス（英語: Massive parallel sequencing）の1つの方法は、ビーズベースのエマルジョンPCRとパイロシークエンシング法（英語: pyrosequencing）を用いたもので、サンプルの潜在的な損失、テンプレートに対する基質の競合、複製におけるエラーの伝播を回避できるため、核DNAの解析に威力を発揮することがわかった。
DNAの塩基配列を解析する最も一般的な方法は、他の情報源からの既知の塩基配列と比較することである。
BLASTNなどのソフトウェアを使って既知の種のDNA配列と比較することで、化石残留物の身元を明らかにすることができる。この考古学的アプローチは、化石の形態学があいまいな場合に特に役立つ。それとは別に、種の同定は核DNA配列に特定の遺伝マーカーを見つけることによっても行うことができる。例えば、アメリカ先住民は、Wallaceらによって定義された特定のミトコンドリアRFLPと欠失によって特徴づけられる。
aDNA比較研究は、2つの種の進化的関係を明らかにすることもできる。古代の種のDNAと近縁の現存する種のDNAの塩基の違いの数から、その2つの種の最後の共通祖先からの遺伝的分岐（英語: Genetic divergence）年代を推定することができる。オーストラリアの有袋類オオカミやアメリカの地上ナマケモノなど、いくつかの絶滅種の系統樹はこの方法で構築された。動物のミトコンドリアDNAや植物の葉緑体DNA（英語: Chloroplast DNA）は、細胞あたり数百のコピーを持つため、古代の化石から容易に入手できるため、通常この目的に使われる。
2つの種の関係を調べるもう1つの方法は、ハイブリダイゼーションである。両種の一本鎖DNAセグメントが互いに相補的なペア結合を形成するようにする。より近縁の種はより類似した遺伝的構造を持つため、より強いハイブリダイゼーションシグナルを持つ。スコルツらはネアンデルタール人の核DNA（化石残留物W-NWとクラピナから抽出された）を用いてサザンブロッティングを行った。その結果、古代人とネアンデルタール人のハイブリダイゼーションは弱く、古代人と現代人のハイブリダイゼーションは強かった。ヒト-チンパンジーおよびネアンデルタール人-チンパンジーのハイブリダイゼーションも同様に弱い強度である。このことは、ヒトとネアンデルタール人は同じ種の2個体ほど近縁ではないが、チンパンジーよりは近縁であることを示唆している。
古代の種の貴重な表現型情報を提供するために核DNAを解読する試みもある。これは常に、よく研究されている近縁種の核型にaDNAの塩基配列をマッピングすることによって行われる。例えば、Greenらはネアンデルタール人Vi-80化石の核DNA配列と現代人のX染色体およびY染色体配列を比較し、それぞれ1万個あたり2.18塩基と1.62塩基の類似性を見出した。他にも、古代ヌビア人の綿からシロイヌナズナの小人症に関連する突然変異を発見したり、ネアンデルタール人の苦味知覚遺伝子座を調査したりした。

## 適用

### 人類の考古学

#### アフリカ
現生人類は少なくとも20万ya（千年前）にはアフリカで進化したと考えられており、30万ya以上とするエビデンスもある。ミトコンドリアDNA（mtDNA）、Y染色体DNA、X染色体DNAを調べると、アフリカを出発した最古の集団は約1500人の男女で構成されていたことがわかる。様々な研究によって、アフリカから拡大する以前は、集団がある程度地理的に「構造化」されていたことが示唆されている；これは、mtDNAを共有する系統の古さによって示唆されている。アフリカ大陸各地の121の集団を調査したある研究では、14の遺伝的・言語的「クラスター」が発見され、アフリカの集団に古代の地理的構造があることが示唆された。一般に、遺伝子型と表現型の分析から、"アフリカ人の進化の歴史の大半を通じて、大型で細分化されている "ことが示されている。
遺伝学的分析により、バントゥー語群を話す人々がおよそ5千年前に南部アフリカに大移動したという考古学的仮説が支持されている。マイクロサテライトDNA、一塩基多型（SNPs）、挿入／欠失多型（INDELS）は、ナイル・サハラ語族の集団がスーダンを起源とすることを示している。さらに、チャド語を話すナイル・サハラ語族の末裔が、スーダンからチャド湖に約8千ya前に移動したという遺伝的証拠もある。遺伝学的証拠からも、非アフリカ人集団がアフリカの遺伝子プールに大きく貢献していることが示されている。例えば、サハラ・アフリカのベジャ族は、中東と東アフリカのクシュ人のDNAを多く持っている。

#### ヨーロッパ
mtDNAの分析から、現生人類は6万～7万年前の間にユーラシア大陸を1回の移動で占領したことがわかった。遺伝学的証拠によれば、近東とヨーロッパを占領したのは5万年前より前ではない。ミトコンドリアDNAハプログループU (mtDNA)を研究した結果、近東からヨーロッパと北アフリカに別々に分散したことがわかった。
考古遺伝学の研究の多くは、ヨーロッパにおける新石器時代の変遷に焦点を当てている。ルイジ・ルーカ・カヴァッリ＝スフォルツァは、遺伝地理学的パターンの分析から、新石器時代の始まりに近東の集団がヨーロッパに大量に流入したと結論づけた。この見解から、彼は「先住民の中石器時代の採食集団の存在意義を最小化して、拡大する初期農耕民を強く強調した」。しかし、1990年代のmtDNA分析では、この見解は否定された。M.B.リチャーズは、現存するヨーロッパ人のmtDNAの10～22％が新石器時代に近東の集団からもたらされたと推定した。ほとんどのmtDNAは、現存する中石器時代と旧石器時代のグループの間で「すでに確立」されていた。現代ヨーロッパのmtDNAの「比較対象の系統」のほとんどは、最終氷期極大期（LGM）の終わりに北ヨーロッパを再占領した始祖の出来事に遡る。現存するヨーロッパ人のmtDNAを調査したある研究では、この再占領はLGMの終了後に起こったとされているが、別の研究ではそれ以前に起こったとされている。ミトコンドリアDNAハプログループV、H、U5の解析は、ヨーロッパ人が新石器時代に到着した集団に狩猟採集の集団が組み込まれた「先駆者の植民地化」モデルを支持している。さらに、現存するDNAだけでなく、古代のDNAを分析することで、いくつかの問題が解明されつつある。例えば、新石器時代と中石器時代のDNAを比較した結果、酪農の発達が乳糖耐性の普及に先行していたことが示された。

#### 南アジア
南アジアは、出アフリカ以後から現生人類が地理的に拡散してきた初期の主要な通路として機能してきた。mtDNAのM系統の研究に基づいて、インドの最初の居住者は、約4万5千年～6万年前に侵入したオーストロアジア語族系言語話者であるとする説がある。インドの遺伝子プールには、初期の入植者たちからの寄与があり、また西アジアや中央アジアの集団は、8千年前以降の移住によるものである。Y染色体の系統に比べてmtDNAの系統に変異がないことから、主に男性がこれらの移動に参加したことがわかる。中央アジアで発生したハプログループU (mtDNA)系統のU2iとU2eの2つの分枝が発見されたことで、中央アジアからインドへの大移動に関する見解が「修正」されたが、というのも、この2つの枝は5万年前に分岐したからである。さらに、U2eはヨーロッパに多く見られるがインドにはなく、U2iはその逆で、U2iがインド原産であることを示唆している。

#### 東アジア
mtDNAとNRY（Y染色体の非組み換え領域）の塩基配列の分析から、アフリカから出た最初の大規模な分散はサウジアラビアとインド海岸を5万～10万年前に通過し、2回目の大規模な分散はヒマラヤ山脈の北方で1万5千～5万年前に起こったことが示された。東アジアの南北移動の程度を明らかにするために、多くの研究がなされてきた。北東部の集団と南東部の集団の遺伝的多様性を比較することで、考古学者たちは北東アジアの集団の多くが南東部から来たと結論付けた。汎アジアSNP（一塩基多型）研究は、「ハプロタイプの多様性と緯度の間に強く、非常に有意な相関関係がある」ことを発見し、人口統計学的分析と組み合わせることで、東アジア内では主に南から北へ移動したことを裏付けている。考古遺伝学は、日本のアイヌやフィリピンのネグリト集団など、この地域の狩猟採集民の集団の研究にも使われている。例えば、汎アジアSNP研究では、マレーシアのネグリト集団とフィリピンのネグリト集団は、非ネグリトの地域集団と互いにより近縁であることがわかった；ただし、他のネグリト集団はアボリジニを含むその他の集団と親和性を有しているが。このことを説明するために考えられるのは、ネグリトのいくつかの集団が、最近その地域の人々と混血したことである。

#### アメリカ
考古遺伝学は、アジアからアメリカ大陸への人口流入をよりよく理解するために用いられてきた。アメリカ先住民のmtDNAハプログループは、1万5千～2万年前yaの間と推定されているが、この推定には多少のばらつきがある。遺伝子データは、アメリカ大陸が先史時代にどのように植民地化されたかについて、さまざまな説を提唱するために使われてきた。最も広く信じられている説は、最終氷期極大期(LGM)後にベーリング海峡を通って移動した「3つの波」を示唆するものだが、遺伝学的データから別の仮説も生まれている。たとえば、ある仮説では、シベリアから南アメリカへの移動は2万～1万5千年前、氷河後退後に起こった2回目の移動が提案されている。Y染色体のデータから、最終氷期極大期(LGM)後の1万7千2百～1万百ya前の間に、シベリアのアルタイ山脈から出発した単一民族の移動があったとする説もある。mtDNAとY染色体DNAの両方を分析した結果、"小規模な創設集団 "の証拠が明らかになった。ハプログループの研究により、1つの小さな集団からアメリカ大陸への南方移住は不可能であると結論づける科学者もいるが、別の分析では、そのような移住が海岸沿いで起こったのであれば、そのようなモデルは実現可能であることが判明している。

#### オーストラリアとニューギニア
最後に、考古遺伝学はオーストラリアとニューギニアへの人類集団の移住を研究するのに使われている。オーストラリアとニューギニアの先住民族は表現型が非常に似ているが、mtDNAの解析によると、これは同じような環境で生活していたために収斂したものである。mt-DNAのノンコーディング領域は、オーストラリアとニューギニアの原住民集団の間で「類似性がない」ことを示している。さらに、主要なNRY系統は2つの集団間で共有されていない。オーストラリア固有の単一NRY系統の頻度が高いことと、「系統に関連するY染色体ショートタンデムリピート（Y-STR）ハプロタイプの多様性が低い」ことは、オーストラリアにおける「最近の創始者またはボトルネック」事象の証拠となる。しかし、mtDNAには比較的大きな変異があり、これはボトルネックの影響が主に男性に及んだことを示唆している。NRYとmtDNAの研究を合わせると、2つのグループ間の分裂は5万ya前以上であったことがわかり、2つのグループの共通祖先が最近であることに疑問が投げかけられている。

### 植物と動物
考古遺伝学は動植物の家畜化の発達を理解するために使われてきた。

#### 植物の家畜化
遺伝学と考古学的発見の組み合わせは、世界中の植物の家畜化の最も初期の兆候を追跡するために使用されてきた。しかし、家畜化発祥の瞬間をたどるのに使われる核、ミトコンドリア、葉緑体のゲノムはそれぞれ異なる速度で進化してきたため、系譜をたどるための利用にはやや問題があった。特に核DNAは、ミトコンドリアDNAや葉緑体DNA（英語: chloroplast DNA）よりも変異速度が速く、また多型の一貫性が高いため、種内変異が大きいことから利用されている。遺伝子マーカーの一貫性が高いためである。作物の「家畜化遺伝子」（特異的に選択された形質、あるいは選択されなかった形質）で発見されたのは以下のようなものである。
- tb1 (teosinte branched1) - トウモロコシの頂芽優勢に影響する[39]。
- tga1 (teosinte glume architecture1) - トウモロコシの穀粒を人間の利便性のために互換性のあるものにする[39]。
- te1（Terminal ear1）-穀粒の重量に影響[39]。
- fw2.2 - トマトの重量に影響[39]。
- BoCal - ブロッコリーとカリフラワーの花序[39]。

植物家畜化の考古学的研究を通じて、最初の世界経済の兆候も明らかになる。ある地域で高度に選択された新しい作物が、本来は導入されなかったはずの別の地域で発見されるという地理的分布は、容易に入手可能な資源の生産と消費のための取引ネットワークの証拠となる。

#### 動物の家畜化
考古遺伝学は動物の家畜化の研究に使われてきた。家畜化された動物集団の遺伝的多様性を分析することで、研究者はDNA中の遺伝的マーカーを探し出し、子孫種の可能性のある形質について貴重な洞察を得ることができる。これらの形質は、考古学的遺跡を野生と家畜化された標本とで区別するのに使われる。遺伝子研究は、家畜化された動物の祖先を特定することにもつながる。現在の集団に関する遺伝学的研究から得られた情報は、これらの祖先を記録するための考古学者の探索の指針となる。
考古遺伝学は、旧世界における豚の家畜化を追跡するために用いられてきた。これらの研究は、初期の農民の詳細に関する証拠も明らかにしている。考古遺伝学の手法はまた、犬の家畜化の発展をさらに理解するために用いられている。遺伝学的研究により、すべての犬はハイイロオオカミの子孫であることがわかっているが、犬がいつ、どこで、何回家畜化されたかは現在のところ不明である。遺伝学的研究の中には、複数の家畜化を示すものもあれば、そうでないものもある。考古学的発見は、犬の家畜化の進行に関する確かな証拠を提供することで、この複雑な過去をよりよく理解するのに役立つ。初期の人類が犬を家畜化するにつれて、埋葬された犬の考古学的遺跡はますます豊富になった。これは、考古学者にとって遺跡を調査する機会を増やすだけでなく、初期の人類文化についての手がかりにもなる。